# انریکه پورتا
انریکه پورتا (انگلیسی: Enrique Porta؛ زادهٔ ۱۷ دسامبر ۱۹۴۴) بازیکن فوتبال اهل اسپانیا است.
از باشگاه‌هایی که در آن بازی کرده‌است می‌توان به باشگاه فوتبال گرانادا، باشگاه فوتبال اوئسکا، و باشگاه فوتبال رئال ساراگوسا اشاره کرد.